# KNVB Beker 1995/96
De 78ste editie van de KNVB Beker PSV als winnaar.
In de finale werd Sparta Rotterdam met 5-2 verslagen. Voor toenmalig PSV-trainer Dick Advocaat was het de eerste prijs op het hoogste niveau als trainer. Voor PSV was het de zevende KNVB Bekerwinst uit de geschiedenis van de club en de eerste na 1990. Sparta had dertig jaar eerder, in 1966, voor het laatst de beker gewonnen, en had voor het eerst in 25 jaar weer een finaleplaats. De weg naar de finale ging voor PSV via FC Utrecht, De Graafschap, FC Twente en Roda JC en Sparta Rotterdam schakelde Katwijk, FC Den Bosch, AZ, Cambuur Leeuwarden en Feyenoord uit.
Naar aanleiding van de finalewedstrijd besloot Ronaldo PSV te verlaten, omdat hij door Advocaat niet in de basisopstelling mocht starten. Een jaar later won Ronaldo met FC Barcelona de Europese Beker der bekerwinnaars waarbij hij in de finale uit een penalty de beslissende 1-0 scoorde.

## Voorronde
| Datum       | Wedstrijd                      | Uitslag                    | Scoreverloop |
| ----------- | ------------------------------ | -------------------------- | --- |
| 25 mei 1995 | ADO – Hoek                     | 1 – 3 (0 – 1)              | 33' Davy Gijsel 0-1, 67' Danny Magito 0-2, 84' Marc Minnaert 0-3, 89' Aydim Uluc 1-3 |
| 25 mei 1995 | AFC – Volharding               | 0 – 1 (0 – 0)              | 64' Peter van Osch 0-1 |
| 25 mei 1995 | Nuenen – AFC '34               | 1 – 2                      | |
| 26 mei 1995 | Fortuna Sittard 2 – Stevo      | 2 – 4                      | |
| 27 mei 1995 | Achilles Veen – Wilhelmina '08 | 0 – 4                      | |
| 27 mei 1995 | ACV – WKE                      | 1 – 3 (1 – 1)              | 34' Marc van Vugt 1-0, 43' Ben de Haas 1-1, 70' Tinus Scholten 1-2, 90' Tinus Scholten 1-3 |
| 27 mei 1995 | Ajax 2 – Titan                 | 14 – 0 (6 – 0)             | 12' Martijn Reuser 1-0, 19' Peter van Vossen 2-0, 23' Andrij Demtsjenko 3-0, 25' Ronald Gehring 4-0, 31' Winston Bogarde 5-0, 37' Peter van Vossen 6-0, 47' Denny Landzaat 7-0, 51' John van den Brom 8-0, 61' Dave van den Bergh 9-0, 62' Nordin Wooter 10-0, 65' John van den Brom 11-0, 80' Sonny Silooy 12-0, 81' Laurens ten Heuvel 13-0, 89' John van den Brom 14-0 |
| 27 mei 1995 | ARC – Panningen                | 0 – 3 (0 – 0)              | 73' Henri Houben 0-1, 83' Henri Houben 0-2, 90' Stephan Sijbers 0-3 |
| 27 mei 1995 | GVVV – Abdissenbosch           | 9 – 3                      | |
| 27 mei 1995 | sc Heerenveen 2 – Urk          | 1 – 3 (1 – 1)              | 39' Johnny Jansen 1-0, 45' Riekelt Kramer 1-1, 60' Pieter Ras 1-2, 90' Jacob Tol 1-3 |
| 27 mei 1995 | FC Lisse – DIO                 | 6 – 0 (4 – 0)              | 10' Barry Opdam 1-0, 22' Dennis Iliohan 2-0, 27' Jeroen Smakman 3-0, 35' Jelle Visser 4-0, 62' Barry Opdam 5-0, 77' Bert van Duijvenbode 6-0 |
| 27 mei 1995 | ONS – OBW                      | 1 – 2 (1 – 1)              | 7' Dick Gesthuizen 0-1, 7' Erik Overzer 1-1, 48' John Tilleman 1-2 |
| 27 mei 1995 | Rozenburg – De Treffers        | 0 – 1                      | |
| 27 mei 1995 | Spakenburg – VIOS              | 0 – 0 n.v.                 | VIOS wint na strafschoppen |
| 27 mei 1995 | WSV – Quick Boys               | 2 – 6 (2 – 3)              | 2' Pieter Slootweg 0-1, 3' Michel den Outer 1-1, 12' Gert Aandewiel 1-2, 32' Peter Brouwer (pen) 2-2, 45' Leonard Pluimgraaff (pen) 2-3, 67' Hirchan Rbii 2-4, 77' Johan Wegerif (e.d.) 2-5, 80' Hirchan Rbii 2-6 |
| 28 mei 1995 | Argon – DWV                    | 3 – 1 n.v. (1 – 1) (1 – ?) | 20' Mark Meijering 1-0, Hengel (pen) 1-1, Enrique Zschuschen 2-1, Richard Corts 3-1 |
| 28 mei 1995 | Be Quick Zutphen – Halsteren   | 1 – 6                      | Ad Gladdines 0-1, Rob Zwaans 0-2, Jos van Hees 0-3, Stefan Jansen (e.d.) 0-4, Stefan Jansen 1-4, Erwin de Nijs 1-5, Ad Gladdines 1-6 |
| 28 mei 1995 | SC Enschede – SVBO             | 3 – 0 (2 – 0)              | 3' Bert Jan Diphoorn 1-0, 33' Erwin Nijhuis 2-0, 68' Gilian Danieli 3-0 |
| 28 mei 1995 | TOP – SV Meerssen              | 7 – 3                      | |

## Tussenronde
| Datum       | Wedstrijd           | Uitslag       | Scoreverloop |
| ----------- | ------------------- | ------------- | --- |
| 3 juni 1995 | Urk – OBW           | 6 – 1 (3 – 0) | 19' Jacob Wakker 1-0, 24' Kees Wakker 2-0, 42' Pieter Ras 3-0, 49' Jacob Wakker 4-0, 62' Fred Kruijs (p) 4-1, 73' Pieter Ras 5-1, 87' Jan Kramer 6-1 |
| 5 juni 1995 | Hollandia – WKE     | 4 – 1 (2 – 0) | 1-0, 2-0, 60' Reinie Hindriks 2-1, 3-1, 4-1 |
| 9 juni 1995 | Quick Boys – Ajax 2 | 0 – 2 (0 – 1) | 35' John van den Brom 0-1, 57' Andrij Demtsjenko 0-2                                                                                                 |

## Groepsfase
De groepsfase vond plaats tussen 12 augustus en 16 september. Er deden 56 ploegen mee. De ploegen werden verdeeld in veertien groepen van 4 ploegen. Ze speelden een halve competitie tegen elkaar en de nummers 1 en 2 gingen door. Het lukte geen enkele amateurvereniging om de groepsfase te overleven, en de enige verrassing was Sparta 2, dat samen met NAC door ging in een groep die verder uit Excelsior en Baronie bestond.

## Groep 1
| Datum            | Wedstrijd                         | Uitslag       | Scoreverloop |
| ---------------- | --------------------------------- | ------------- | --- |
| 12 augustus 1995 | FC Groningen – BV Veendam         | 4 – 1 (1 – 0) | 21' Romano Sion 1-0 60' Mariano Bombarda 2-0, 72' Mariano Bombarda 3-0, 79' Jan Harm Schippers 3-1, 90' Dean Gorré 4-1                                        |
| 22 augustus 1995 | Appingedam – Cambuur Leeuwarden   | 1 – 2 (0 – 2) | 39' Willem van der Ark 0-1, 44' Willem van der Ark 0-2, 53' Eddy Tuik 1-2                                                                                     |
| 26 augustus 1995 | Appingedam – FC Groningen         | 1 – 4 (0 – 3) | 25' Romano Sion 0-1, 41' Harris Huizingh 0-2, 44' Joop Gall (pen) 0-3, 63' Marcel Roode 1-3, 68' Erwin Koeman 1-4                                             |
| 30 augustus 1995 | BV Veendam – Cambuur Leeuwarden   | 0 – 2 (0 – 1) | 21' Frank Berghuis 0-1, 84' Stefan Jansen 0-2 |
| 2 september 1995 | Cambuur Leeuwarden – FC Groningen | 3 – 4 (3 – 1) | 4' Edwin de Kruyff 0-1, 30' Arno Arts 1-1, 34' Stefan Jansen 2-1, 38' Leonard van Utrecht 3-1, 50' Erwin Koeman 3-2, 69' Erwin Koeman 3-3, 83' Bob Mulder 3-4 |
| 2 september 1995 | BV Veendam – Appingedam           | 4 – 0 (2 – 0) | 7' Joseph Oosting 1-0, 35' René Alberts 2-0, 67' Dick Lukkien 3-0, 81' Jan Harm Schippers 4-0                                                                 |

## Groep 2
| Datum             | Wedstrijd                       | Uitslag       | Scoreverloop |
| ----------------- | ------------------------------- | ------------- | --- |
| 12 augustus 1995  | sc Heerenveen – Emmen           | 2 – 1 (1 – 1) | 5' Jan de Jonge 0-1, 35' Erik Tammer 1-1, 67' Marco Roelofsen 2-1                                                   |
| 23 augustus 1995  | Urk – SC Heracles '74           | 1 – 4 (0 – 0) | 53' Hendrie Krüzen (pen) 0-1, 58' Rob Das 0-2, 70' Jacob Wakker 1-2, 87' Niki Leferink 1-3, 90' Folkert Velten 1-4  |
| 30 augustus 1995  | Emmen – SC Heracles '74         | 1 – 4 (1 – 0) | 4' Jan de Jonge 1-0, 55' Folkert Velten 1-1, 57' Folkert Velten 1-2, 82' Folkert Velten 1-3, 84' Folkert Velten 1-4 |
| 2 september 1995  | Emmen – Urk                     | 2 – 2 (1 – 1) | 25' Riekelt Kramer 0-1, 29' Michel van Oostrum 1-1, 64' Martin Drent 2-1, 66' Jacob Wakker 2-2                      |
| 2 september 1995  | SC Heracles '74 – sc Heerenveen | 1 – 0 (1 – 0) | 3' Folkert Velten 1-0                                                                                               |
| 16 september 1995 | Urk – sc Heerenveen             | 1 – 1 (1 – 0) | 20' Jacob Wakker 1-0, 85' Lee-Roy Echteld 1-1                                                                       |

## Groep 3
| Datum            | Wedstrijd               | Uitslag       | Scoreverloop |
| ---------------- | ----------------------- | ------------- | --- |
| 13 augustus 1995 | FC Twente – FC Zwolle   | 5 – 1 (3 – 1) | 2' Nico-Jan Hoogma 1-0, 22' Bernard Aryee 1-1, 31' Arnold Bruggink 2-1, 33' Arnold Bruggink 3-1, 81' Paul Bosvelt 4-1, 90' Rik Platvoet 5-1                               |
| 23 augustus 1995 | Stevo – FC Twente       | 0 – 4 (0 – 0) | 53' Jan van Halst (pen) 0-1, 64' Jan van Halst 0-2, 68' Ansar Ajoupov 0-3, 82' Theo ten Caat 0-4                                                                          |
| 23 augustus 1995 | FC Zwolle – SC Enschede | 6 – 1 (6 – 0) | 19' Milles Reingoud 1-0, 32' Milles Reingoud 2-0, 34' Milles Reingoud 3-0, 35' Martin Reijnders 4-0, 38' Arie Smit 5-0, 45' Gerald van den Belt 6-0, 53' Jan Bouwhuis 6-1 |
| 27 augustus 1995 | SC Enschede – Stevo     | 1 – 3 (1 – 2) | 5' Renzo Bolk 0-1, 21' Bert Schippers 0-2, 29' Bert Jan Diphoorn 1-2, 86' Renzo Bolk 1-3                                                                                  |
| 30 augustus 1995 | Stevo – FC Zwolle       | 1 – 4 (0 – 3) | 39' Arie Smit 0-1, 41' Arie Smit 0-2, 45' Martin Reijnders 0-3, 51' Arie Smit 0-4, 72' Patrick Bosch 1-4                                                                  |
| 30 augustus 1995 | FC Twente – SC Enschede | 3 – 0 (0 – 0) | 59' Arnold Bruggink 1-0, 72' Paul Bosvelt 2-0, 79' Michael Mols 3-0 |

## Groep 4
| Datum            | Wedstrijd                          | Uitslag       | Scoreverloop |
| ---------------- | ---------------------------------- | ------------- | --- |
| 12 augustus 1995 | Go Ahead Eagles – TOP Oss          | 5 – 2 (0 – 0) | 60' Thijs Waterink 0-1, 68' Mark Schenning 1-1, 74' Toine Rorije 2-1, 82' Mark Schenning 3-1, 86' Mark Schenning 4-1, 89' Jan Michels 5-1, 90' Thijs Waterink 5-2                                  |
| 22 augustus 1995 | TOP Oss – GVVV                     | 5 – 2 (3 – 0) | 16' Marco de Jong 1-0, 21' Berry Arends 2-0, 38' Thijs Waterink 3-0, 80' Thijs Waterink 4-0, 82' Paul Hartog 4-1, 89' Paul Hartog 4-2, 90' Edwin de Wijs 5-2                                       |
| 23 augustus 1995 | IJsselmeervogels – Go Ahead Eagles | 0 – 2 (0 – 0) | 88' Jan Michels 0-1, 90' Serghei Cleșcenco 0-2 |
| 26 augustus 1995 | GVVV – IJsselmeervogels            | 0 – 1 (0 – 0) | 67' Gerlof Kwakkel 0-1 |
| 30 augustus 1995 | GVVV – Go Ahead Eagles             | 3 – 5 (1 – 3) | 11' Jan van Rabenswaay 1-0, 22' Jan Michels 1-1, 24' Victor Sikora 1-2, 25' Victor Sikora 1-3, 50' Bas Leferink 1-4, 75' Marco de Jager 2-4, 76' Frank van Twillert 2-5, 85' Dick van de Steeg 3-5 |
| 2 september 1995 | TOP Oss – IJsselmeervogels         | 1 – 1 (1 – 1) | 29' Edwin de Wijs 1-0, 36' Dennis Bos (pen) 1-1 |

## Groep 5
| Datum            | Wedstrijd                        | Uitslag       | Scoreverloop |
| ---------------- | -------------------------------- | ------------- | --- |
| 12 augustus 1995 | MVV – Fortuna Sittard            | 3 – 0 (2 – 0) | 18' Sacha van Wissen 1-0, 26' Yvo Joordens 2-0, 56' Yvo Joordens (pen) 3-0 |
| 23 augustus 1995 | Panningen – MVV                  | 4 – 5 (1 – 2) | 5' Henri Houben 1-0, 20' Louis van Schijndel 1-1, 34' Louis van Schijndel 1-2, 46' Maurice Hofman 1-3, 66' Thijs Doensen 2-3, 71' Maurice Hofman 2-4, 76' Yvo Joordens 2-5, 79' Robert Dörenberg 3-5, 88' Jack Weerts 4-5 |
| 26 augustus 1995 | Fortuna Sittard – Wilhelmina '08 | 9 – 0 (4 – 0) | 11' Roland Vroomans 1-0, 19' Ronald Hamming 2-0, 31' Rafael Losada 3-0, 34' Ronald Hamming 4-0, 47' Ronald Hamming 5-0, 53' Ronald Hamming 6-0, 56' Roland Vroomans 7-0, 59' Ronald Hamming 8-0, 59' Bert Golsteyn 9-0    |
| 30 augustus 1995 | Panningen – Fortuna Sittard      | 1 – 1 (1 – 0) | 22' Henri Houben 1-0, 71' Robert Roest 1-1 |
| 30 augustus 1995 | Wilhelmina '08 – MVV             | 1 – 2 (0 – 1) | 22' Maurice Hofman 0-1, 75' Maurice Segers 1-1, 90' Roger Knarren 1-2 |
| 3 september 1995 | Wilhelmina '08 – Panningen       | 1 – 1 (1 – 1) | 17' Robert Dörenberg 0-1, 38' Marcel Peeters 1-1 |

## Groep 6
| Datum            | Wedstrijd             | Uitslag       | Scoreverloop |
| ---------------- | --------------------- | ------------- | --- |
| 12 augustus 1995 | Willem II – VVV       | 1 – 0 (1 – 0) | 14' Henry van der Vegt 1-0 |
| 23 augustus 1995 | TOP – Willem II       | 0 – 6 (0 – 2) | 14' John Feskens 0-1,30' Jean-Paul van Gastel 0-2, 49' Jack de Gier 0-3, 50' Earnest Stewart 0-4, 54' Jack de Gier 0-5, 62' Henry van der Vegt 0-6                                |
| 23 augustus 1995 | VVV – Eindhoven       | 0 – 0         | |
| 30 augustus 1995 | Eindhoven – Willem II | 1 – 5 (0 – 2) | 7' Earnest Stewart 0-1, 42' Jack de Gier 0-2, 49' Jean-Paul van Gastel (pen) 0-3, 55' Patrick Hobbelen 1-3, 82' Jatto Ceesay 1-4, 84' Remco van der Linden 1-5                    |
| 30 augustus 1995 | TOP – VVV             | 1 – 5 (0 – 3) | 9' Dogan Corneille 0-1, 29' Mendel Witzenhausen 0-2, 42' Dennis te Braak 0-3, 69' van de Heuvel 1-3, 71' Nico van der Meer 1-4, 89' Juno Verberne 1-5                             |
| 2 september 1995 | Eindhoven – TOP       | 5 – 2 (2 – 0) | 22' Roy Hendriksen 1-0, 34' Radjin de Haan 2-0, 61' Silvio Diliberto 3-0, 70' Radjin de Haan (pen) 4-0, 71' Elden de Getrouwe 5-0, 85' Ruud van Lith 5-1, 86' Dennis van Lent 5-2 |

## Groep 7
| Datum            | Wedstrijd                     | Uitslag       | Scoreverloop |
| ---------------- | ----------------------------- | ------------- | --- |
| 12 augustus 1995 | Helmond Sport – De Graafschap | 1 – 3 (1 – 1) | 23' Patrick van Leeuwen 1-0, 29' Virgil Breetveld 1-1, 53' Marchanno Schultz 1-2, 74' Virgil Breetveld 1-3 |
| 23 augustus 1995 | De Treffers – De Graafschap   | 1 – 8 (0 – 4) | 2' Robert Fuchs 0-1, 7' Virgil Breetveld 0-2, 8' Jan Oosterhuis 0-3, 39' Robert Fuchs 0-4, 49' Virgil Breetveld 0-5, 64' Paul Janssen 1-5, 75' Fabian Wilnis 1-6, 82' Virgil Breetveld 1-7, 84' Virgil Breetveld 1-8 |
| 23 augustus 1995 | Volharding – Helmond Sport    | 2 – 6 (2 – 2) | 27' Manfred Jacobs 1-0, 30' Ger Schuman 1-1, 38' Richard van Daal 2-1, 41' Joost Volmer 2-2, 46' Edward Sijahailatua 2-3, 60' Ger Schuman 2-4, 73' Ger Schuman 2-5, 89' Ger Schuman 2-6                              |
| 27 augustus 1995 | De Treffers – Volharding      | 4 – 1 (1 – 1) | 20' Erwin Wennekers 1-0, 37' Mario Rooijakkers 1-1, 59' Dinand van Haaren 2-1, 66' Ralph van der Heuvel 3-1, 76' Dinand van Haaren 4-1                                                                               |
| 30 augustus 1995 | De Graafschap – Volharding    | 5 – 0 (1 – 0) | 29' Virgil Breetveld (pen) 1-0, 72' Patrick Paauwe 2-0, 77' Erik Redeker 3-0, 81' Robert Fuchs 4-0, 89' Virgil Breetveld (pen) 5-0                                                                                   |
| 30 augustus 1995 | Helmond Sport – De Treffers   | 3 – 2 (0 – 0) | 49' van den Berg 0-1, 65' Dinand van Haaren 0-2, 72' Remco Schol 1-2, 79' Jerry Taihuttu 2-2, 86' Jerry Taihuttu 3-2                                                                                                 |

## Groep 8
| Datum            | Wedstrijd                      | Uitslag       | Scoreverloop |
| ---------------- | ------------------------------ | ------------- | --- |
| 12 augustus 1995 | NAC – Excelsior                | 4 – 0 (3 – 0) | 14' Twan Scheepers 1-0, 38' Graham Arnold 2-0, 42' Graham Arnold 3-0, 62' Twan Scheepers 4-0                                                                                 |
| 23 augustus 1995 | NAC – Baronie                  | 2 – 0 (1 – 0) | 35' Geert Brusselers 1-0, 86' Jan Gaasbeek 2-0 |
| 27 augustus 1995 | Baronie – Sparta Rotterdam 2   | 1 – 3 (0 – 2) | 36' Ali El Khattabi 0-1, 42' Lotfi Amhaouch 0-2, 65' Hubert Baardemans 1-2, 85' Edgar van der Roer 1-3                                                                       |
| 30 augustus 1995 | Excelsior – Baronie            | 1 – 4 (1 – 2) | 11' Arno Gabriëls 0-1, 20' Prince Polley 1-1, 38' Arno Gabriëls 1-2, 55' Arno Gabriëls 1-3, 66' Arne Koeman 1-4                                                              |
| 30 augustus 1995 | Sparta Rotterdam 2 – NAC       | 3 – 4 (0 – 3) | 8' Twan Scheepers 0-1, 24' Graham Arnold 0-2, 43' Yassine Abdellaoui 0-3, 57' Maikel Renfurm 1-3, 58' Edgar van der Roer 2-3, 72' Maikel Renfurm 3-3, 80' Dick van Burik 3-4 |
| 2 september 1995 | Excelsior – Sparta Rotterdam 2 | 1 – 4 (1 – 2) | 20' Lofti Amhaouch 0-1, 22' Maikel Renfurm 0-2, 36' Prince Polley 1-2, 47' Ali El Khattabi 1-3, 72' Edgar van der Roer 1-4                                                   |

## Groep 9
| Datum            | Wedstrijd        | Uitslag       | Scoreverloop |
| ---------------- | ---------------- | ------------- | --- |
| 13 augustus 1995 | RKC – RBC        | 1 – 1 (1 – 0) | 29' Hans van Arum 1-0, 89' Jimmy Simons 1-1 |
| 23 augustus 1995 | Halsteren – RKC  | 0 – 2 (0 – 1) | 20' Romeo van Aerde 0-1, 85' Danny Muller 0-2 |
| 23 augustus 1995 | RBC – Hoek       | 0 – 0         | |
| 26 augustus 1995 | Hoek – Halsteren | 5 – 1 (2 – 0) | 11' Wesley de Smet 1-0, 14' Dave Gijsel 2-0, 74' Pieter Burremans 2-1, 77' Dave Gijsel 3-1, 79' Dave Gijsel 4-1, 84' Dave Gijsel 5-1               |
| 30 augustus 1995 | RBC – Halsteren  | 2 – 0 (0 – 0) | 70' Eric Hellemons 1-0, 77' Lloyd Kammeron 2-0 |
| 30 augustus 1995 | RKC – Hoek       | 6 – 0 (2 – 0) | 3' Hans van Arum 1-0, 12' Alfred Schreuder 2-0, 58' Hans van Arum 3-0, 66' René van Rijswijk 4-0, 70' René van Rijswijk 5-0, 85' Hans van Arum 6-0 |

## Groep 10
| Datum            | Wedstrijd                   | Uitslag       | Scoreverloop |
| ---------------- | --------------------------- | ------------- | --- |
| 13 augustus 1995 | FC Utrecht – FC Den Haag    | 4 – 0 (1 – 0) | 34' Eric van Kessel 1-0, 77' Peter Hofstede 2-0, 84' Peter Hofstede 3-0, 90' Peter Hofstede 4-0                                                                     |
| 23 augustus 1995 | FC Den Haag – VIOS          | 5 – 2 (3 – 0) | 30' Edwin Grünholz 1-0, 38' Edwin Grünholz 2-0, 41' Arie van der Padt 3-0, 53' John de Jong 4-0, 64' Jim Charité 4-1, 74' Dennis Appiah 4-2, 78' Dick Boereboom 5-2 |
| 23 augustus 1995 | Kozakken Boys – FC Utrecht  | 0 – 2 (0 – 2) | 41' Eric Smit 0-1, 45' Eric van Kessel 0-2 |
| 26 augustus 1995 | VIOS – Kozakken Boys        | 1 – 1 (0 – 0) | 67' Dennis van der Ley 0-1, 74' Rob de Jonge 1-1 |
| 30 augustus 1995 | Kozakken Boys – FC Den Haag | 0 – 3 (0 – 2) | 16' Gavin Price 0-1, 24' Edwin Grünholz 0-2, 71' Maurice Steijn 0-3                                                                                                 |
| 30 augustus 1995 | VIOS – FC Utrecht           | 0 – 5 (0 – 4) | 17' Raymond Graanoogst 0-1, 26' Marcel van der Net 0-2, 35' Marcel van der Net 0-3, 37' Eric van Kessel 0-4, 66' Eric Smit 0-5                                      |

## Groep 11
| Datum            | Wedstrijd                 | Uitslag       | Scoreverloop |
| ---------------- | ------------------------- | ------------- | --- |
| 13 augustus 1995 | Vitesse – Dordrecht '90   | 3 – 2 (2 – 0) | 14' Edwin Gorter (pen) 1-0, 38' Edwin Gorter 2-0, 62' Glenn Summerville 2-1, 80' Jerry Simons 3-1, 90' Cor Lems 3-2 |
| 23 augustus 1995 | Dordrecht '90 – Ajax 2    | 0 – 0         | |
| 23 augustus 1995 | Hollandia – Vitesse       | 0 – 1 (0 – 1) | 38' Roy Makaay 0-1                                                                                                  |
| 27 augustus 1995 | Hollandia – Ajax 2        | 0 – 0         | |
| 30 augustus 1995 | Ajax 2 – Vitesse          | 0 – 0         | |
| 30 augustus 1995 | Dordrecht '90 – Hollandia | 3 – 1 (3 – 1) | 8' Ronald Hoop 1-0, 13' Jacco Rijkhoff 1-1, 36' Cor Lems 2-1, 37' Michel Langerak 3-1                               |

## Groep 12
| Datum            | Wedstrijd              | Uitslag       | Scoreverloop |
| ---------------- | ---------------------- | ------------- | --- |
| 12 augustus 1995 | N.E.C. – FC Den Bosch  | 2 – 0 (0 – 0) | 54' Cees van der Linden 1-0, 76' Hans Kraay (e.d.) 2-0                                                                                             |
| 22 augustus 1995 | Argon – N.E.C.         | 0 – 0         | |
| 23 augustus 1995 | FC Den Bosch – Holland | 5 – 1 (2 – 1) | 15' Orpheo Keizerweerd 1-0, 26' Jan Gerver 2-0, 45' Patrick de Bruin 2-1, 51' Jan Gerver (pen) 3-1, 66' Orpheo Keizerweerd 4-1, 89' Jan Gerver 5-1 |
| 27 augustus 1995 | Holland – Argon        | 2 – 1 (0 – 0) | 51' Richard Korte 0-1, 68' Dwight Blackson 1-1, 77' Dick Wahl 2-1                                                                                  |
| 30 augustus 1995 | Argon – FC Den Bosch   | 1 – 2 (0 – 1) | 26' Hans Kraay 0-1, 59' Jan Gösgens 0-2, 69' Sander Beuk 1-2                                                                                       |
| 30 augustus 1995 | Holland – N.E.C.       | 0 – 1 (0 – 1) | 25' Jeffrey Kooistra 0-1 |

## Groep 13
| Datum            | Wedstrijd                   | Uitslag       | Scoreverloop |
| ---------------- | --------------------------- | ------------- | --- |
| 13 augustus 1995 | Sparta Rotterdam – Telstar  | 4 – 0 (1 – 0) | 45' Dave van der Meer 1-0, 60' Dennis Krijgsman 2-0, 61' Arjan van der Laan 3-0, 65' Gérard de Nooijer 4-0 |
| 22 augustus 1995 | FC Lisse – Sparta Rotterdam | 0 – 2 (0 – 1) | 11' Dennis de Nooijer 0-1, 72' Dennis de Nooijer 0-2 |
| 23 augustus 1995 | Telstar – Katwijk           | 4 – 0 (1 – 0) | 31' Patrick Tenthof 1-0, 46' René Panhuis 2-0, 76' Eric de Jongh 3-0, 80' Walter Smak 4-0 |
| 26 augustus 1995 | FC Lisse – Katwijk          | 1 – 1 (0 – 0) | 64' Carlo van Zelst 0-1, 78' René Ras 1-1 |
| 30 augustus 1995 | Katwijk – Sparta Rotterdam  | 1 – 8 (1 – 4) | 3' Pim Langeveld 1-0, 7' Gérard de Nooijer 1-1, 9' Arjan van der Laan 1-2, 31' Arjan van der Laan 1-3, 34' Dennis de Nooijer 1-4, 77' Gérard de Nooijer 1-5, 84' Ali El Khattabi 1-6, 87' Alfons Groenendijk 1-7, 90' Carlos Fortes 1-8 |
| 30 augustus 1995 | Telstar – FC Lisse          | 3 – 0 (2 – 0) | 16' Rini van Roon 1-0, 29' Rini van Roon 2-0, 83' Patrick Tenthof 3-0 |

## Groep 14
| Datum            | Wedstrijd             | Uitslag       | Scoreverloop                                                                  |
| ---------------- | --------------------- | ------------- | ----------------------------------------------------------------------------- |
| 13 augustus 1995 | FC Volendam – AZ      | 0 – 0         |                                                                               |
| 23 augustus 1995 | AFC '34 – FC Volendam | 1 – 1 (0 – 1) | 20' Eric van Veldhuizen 0-1, 55' Yuri Cornelisse 1-1                          |
| 23 augustus 1995 | AZ – Haarlem          | 2 – 1 (2 – 0) | 5' Kenan Durmuşoğlu 1-0, 13' Michael Buskermolen 2-0, 52' Ali Fattouchi 2-1   |
| 30 augustus 1995 | AFC '34 – AZ          | 0 – 3 (0 – 2) | 12' Piet Keur 0-1, 42' Michael Buskermolen 0-2, 66' Piet Keur 0-3             |
| 30 augustus 1995 | Haarlem – FC Volendam | 1 – 1 (0 – 1) | 37' Radoslav Samardžić 0-1, 67' Ali Fattouchi 1-1                             |
| 2 september 1995 | Haarlem – AFC '34     | 3 – 0 (1 – 0) | 15' Ali Fattouchi 1-0, 60' Carlos Hasselbaink 2-0, 76' Carlos Hasselbaink 3-0 |

## Tweede Ronde
PSV, Ajax, Feyenoord en Roda JC stroomden in.
| Datum            | Wedstrijd                          | Uitslag                      | Scoreverloop |
| ---------------- | ---------------------------------- | ---------------------------- | --- |
| 28 november 1995 | Go Ahead Eagles – Fortuna Sittard  | 1 – 1 n.v. (1 – 1) (0 – 1)   | 33' Regillio Simons 0-1, 57' Erik Tammer 1-1 Fortuna Sittard wint na strafschoppen |
| 28 november 1995 | Roda JC – FC Groningen             | 2 – 1 n.s.d. (1 – 1) (1 – 0) | 40' Edwin Vurens 1-0, 90' Mathias Rosén 1-1, 100' Edwin Vurens 2-1 |
| 28 november 1995 | Sparta Rotterdam – FC Den Bosch    | 3 – 1 (2 – 0)                | 8' Gérard de Nooijer 1-0, 42' Nico Koningstein (e.d.) 2-0, 55' Dennis de Nooijer (pen) 3-0, 79' Mark Noorlander (e.d.) 3-1                                                              |
| 28 november 1995 | TOP Oss – FC Zwolle                | 1 – 2 (0 – 1)                | 12' Lucian Ilie 0-1, 57' Thijs Waterink (pen) 1-1, 75' Milles Reingoud 1-2 |
| 29 november 1995 | Cambuur Leeuwarden – sc Heerenveen | 1 – 0 n.s.d.                 | 98' Marcel Keizer 1-0 |
| 29 november 1995 | FC Den Haag – Vitesse              | 1 – 0 n.s.d.                 | 92' Edwin Grünholz 1-0 |
| 29 november 1995 | Feyenoord – RBC                    | 3 – 0 (1 – 0)                | 43' Denis Kljoejev 1-0 75' Ronald Koeman 2-0, 77' Mike Obiku 3-0 |
| 29 november 1995 | Helmond Sport – Dordrecht '90      | 3 – 3 n.v. (3 – 3) (2 – 2)   | 7' Harry van der Laan 0-1, 12' Ger Schuman 1-1, 26' Ger Schuman 2-1, 45' Hennie de Romijn 2-2, 58' Harry van der Laan 2-3, 90' Dennis Gerritsen 3-3 Helmond Sport wint na strafschoppen |
| 29 november 1995 | MVV – Willem II                    | 0 – 0 n.v.                   | MVV wint na strafschoppen |
| 29 november 1995 | NAC – Telstar                      | 4 – 1 (3 – 0)                | 8' Kees van Wonderen 1-0, 20' Olaf Schaap 2-0, 28' Jan Gaasbeek 3-0, 60' Olaf Schaap 4-0, 79' Youssef Laaroussi 5-0                                                                     |
| 29 november 1995 | N.E.C. – AZ                        | 0 – 0 n.v.                   | AZ wint na strafschoppen |
| 29 november 1995 | FC Twente – Haarlem                | 2 – 0 (1 – 0)                | 44' Arnold Bruggink 1-0, 66' Michael Mols 2-0 |
| 29 november 1995 | FC Utrecht – PSV                   | 0 – 2 (0 – 2)                | 22' Ronaldo 0-1, 45' Luc Nilis 0-2 |
| 29 november 1995 | VVV – RKC                          | 2 – 0 (0 – 0)                | 64' Michael Evans 1-0, 76' Nico van der Meer 2-0 |
| 30 november 1995 | Sparta Rotterdam 2 – De Graafschap | 0 – 2 (0 – 0)                | 75' Henny Meijer 0-1, 85' Henny Meijer 0-2 |
| 24 januari 1996  | SC Heracles '74 – Ajax             | 0 – 3 (0 – 2)                | 7' Finidi George 0-1, 14' Patrick Kluivert 0-2, 65' Ronald de Boer 0-3 |

## Achtste finales
| Datum           | Wedstrijd                 | Uitslag                      | Scoreverloop                                                                          |
| --------------- | ------------------------- | ---------------------------- | ------------------------------------------------------------------------------------- |
| 24 januari 1996 | AZ – Sparta Rotterdam     | 0 – 1 (0 – 0)                | 50' Dennis de Nooijer 0-1                                                             |
| 24 januari 1996 | FC Den Haag – FC Twente   | 1 – 2 (0 – 0)                | 86' Arie van der Padt 1-0, 88' Juul Ellerman 1-1, 90' Paul Bosvelt 1-2                |
| 24 januari 1996 | Feyenoord – NAC           | 1 – 0 (1 – 0)                | 5' Henk Vos 1-0                                                                       |
| 24 januari 1996 | De Graafschap – PSV       | 1 – 3 (1 – 2)                | 3' Patrick Paauwe 1-0, 34' Luc Nilis 1-1, 39' Arthur Numan 1-2, 77' Marciano Vink 1-3 |
| 24 januari 1996 | Helmond Sport – MVV       | 1 – 2 n.s.d. (1 – 1) (1 – 0) | 43' Ger Schuman 1-0, 90' Yvo Joordens 1-1, 93' Remco Schol (e.d.) 1-2                 |
| 24 januari 1996 | Roda JC – FC Zwolle       | 1 – 1 n.v. (1 – 1) (0 – 1)   | 27' Jan Bruin 0-1, 84' Richard Roelofsen 1-1 Roda JC wint na strafschoppen            |
| 24 januari 1996 | VVV – Fortuna Sittard     | 0 – 0 n.v.                   | VVV wint na strafschoppen                                                             |
| 30 januari 1996 | Cambuur Leeuwarden – Ajax | 2 – 0 (1 – 0)                | 19' René van Rijswijk 1-0, 76' Milco Pieren 2-0                                       |

## Kwartfinales
|                   |     |                                           |         |                                                                               |
| 28 februari, 1996 | VVV | 0 – 2 (0 – 1)                             | Roda JC | Stadion De Koel, Venlo Toeschouwers: 3.721 Scheidsrechter: Mario van der Ende |
| 28 februari, 1996 |     | 17' Maurice Graef 80' (pen) Johan de Kock |         | Stadion De Koel, Venlo Toeschouwers: 3.721 Scheidsrechter: Mario van der Ende |

|                   |                      |               |                    |                                                                                       |
| 28 februari, 1996 | Sparta Rotterdam     | 1 – 0 (1 – 0) | Cambuur Leeuwarden | Spartastadion Het Kasteel, Rotterdam Toeschouwers: 5.500 Scheidsrechter: René Temmink |
| 28 februari, 1996 | Dennis Krijgsman 24' |               |                    | Spartastadion Het Kasteel, Rotterdam Toeschouwers: 5.500 Scheidsrechter: René Temmink |

|                   |                    |               |                                           |                                                                                       |
| 28 februari, 1996 | MVV                | 1 – 2 (1 – 2) | Feyenoord                                 | Stadion De Geusselt, Maastricht Toeschouwers: 7.800 Scheidsrechter: John Blankenstein |
| 28 februari, 1996 | Maurice Hofman 12' |               | 23' Henk Vos 31' Giovanni van Bronckhorst | Stadion De Geusselt, Maastricht Toeschouwers: 7.800 Scheidsrechter: John Blankenstein |

|                   |                  |               |                                              |                                                                                |
| 28 februari, 1996 | FC Twente        | 1 – 3 (0 – 2) | PSV                                          | Stadion Het Diekman, Enschede Toeschouwers: 6.000 Scheidsrechter: Jan Wegereef |
| 28 februari, 1996 | Michael Mols 54' |               | 12' Luc Nilis 30' Luc Nilis 47' Ernest Faber | Stadion Het Diekman, Enschede Toeschouwers: 6.000 Scheidsrechter: Jan Wegereef |

## Halve finales
|              |                        |              |           |                                                                                             |
| 7 april 1996 | Sparta Rotterdam       | 1 – 0 n.s.d. | Feyenoord | Spartastadion Het Kasteel, Rotterdam Toeschouwers: 13.840 Scheidsrechter: John Blankenstein |
| 7 april 1996 | Dennis de Nooijer 108' |              |           | Spartastadion Het Kasteel, Rotterdam Toeschouwers: 13.840 Scheidsrechter: John Blankenstein |

|            |                                                    |               |                  |                                                                              |
| 2 mei 1996 | PSV                                                | 3 – 1 (0 – 1) | Roda JC          | Philips Stadion, Eindhoven Toeschouwers: 17.500 Scheidsrechter: René Temmink |
| 2 mei 1996 | Phillip Cocu 65' Luc Nilis 81' René Eijkelkamp 87' |               | 26' André Ooijer | Philips Stadion, Eindhoven Toeschouwers: 17.500 Scheidsrechter: René Temmink |

## Finale
|                               |                                                                                                 |               |                                                          |                                                                                       |
| 16 mei 1996 Finale KNVB Beker | PSV                                                                                             | 5 – 2 (2 – 1) | Sparta Rotterdam                                         | Stadion Feijenoord, Rotterdam Toeschouwers: 35.000 Scheidsrechter: Mario van der Ende |
| 16 mei 1996 Finale KNVB Beker | Phillip Cocu 7' Marciano Vink 14' John Veldman 65' (e.d.) Wim Jonk 87' Björn van der Doelen 90' |               | 45' Dave van der Meer 79' (pen.) (pen) Dennis de Nooijer | Stadion Feijenoord, Rotterdam Toeschouwers: 35.000 Scheidsrechter: Mario van der Ende |

| PSV | Sparta |

| PSV:           |                       |            |
|                |                       |            |
| DM             | Ronald Waterreus      |            |
| RB             | Chris van der Weerden |            |
| CB             | Stan Valckx           |            |
| CB             | Jaap Stam             |            |
| LB             | Arthur Numan          |            |
| CM             | Marciano Vink         |            |
| CM             | Jan Wouters           | 90'        |
| CM             | Wim Jonk              | 89'        |
| RV             | René Eijkelkamp       | Kreeg geel |
| SP             | Luc Nilis             | 75'        |
| LV             | Phillip Cocu          |            |
| Wisselspelers: |                       |            |
| AV             | Ronaldo               | 75'        |
| MV             | Boudewijn Zenden      | 89'        |
| MV             | Björn van der Doelen  | 90'        |
| Trainer:       |                       |            |
| Dick Advocaat  |                       |            |

| Sparta:        |                    |            |
|                |                    |            |
| DM             | Edward Metgod      |            |
| RB             | Jerry Smith        |            |
| CB             | John Veldman       |            |
| CB             | Dave van der Meer  | Kreeg geel |
| LB             | Gérard de Nooijer  |            |
| CM             | Arjan van der Laan |            |
| CM             | Alfons Groenendijk |            |
| CM             | Nico Jalink        | 83'        |
| RV             | Dennis Krijgsman   | Kreeg geel |
| SP             | Dennis de Nooijer  |            |
| LV             | Carlos Fortes      | 69'        |
| Wisselspelers: |                    |            |
| AV             | Maikel Renfurm     | 69'        |
| MV             | Mark Noorlander    | 83'        |
| Trainer:       |                    |            |
| Henk ten Cate  |                    |            |

| KNVB Beker 1995/96 |
| ------------------ |
| PSV Zevende titel  |

Seizoenen: 1898/99 · 1899/00 · 1900/01 · 1901/02 · 1902/03 · 1903/04 · 1904/05 · 1905/06 · 1906/07 · 1907/08 · 1908/09 · 1909/10 · 1910/11 · 1911/12 · 1912/13 · 1913/14 · 1914/15 · 1915/16 · 1916/17 · 1917/18 · 1918/19 · 1919/20 · 1920/21 · 1921/22 · 1922/23 · 1923/24 · 1925 · 1925/26 · 1926/27 · 1927/28 · 1928/29 · 1929/30 · 1930/31 · 1931/32 · 1932/33 · 1933/34 · 1934/35 · 1935/36 · 1936/37 · 1937/38 · 1938/39 · 1939/40 · 1940/41 · 1941/42 · 1942/43 · 1943/44 · 1944/45 · 1945/46 · 1946/47 · 1947/48 · 1948/49 · 1949/50 · 1950/51 · 1951/52 · 1952/53 · 1953/54 · 1954/55 · 1955/56 · 1956/57 · 1957/58 · 1958/59 · 1959/60 · 1960/61 · 1961/62 · 1962/63 · 1963/64 · 1964/65 · 1965/66 · 1966/67 · 1967/68 · 1968/69 · 1969/70 · 1970/71 · 1971/72 · 1972/73 · 1973/74 · 1974/75 · 1975/76 · 1976/77 · 1977/78 · 1978/79 · 1979/80 · 1980/81 · 1981/82 · 1982/83 · 1983/84 · 1984/85 · 1985/86 · 1986/87 · 1987/88 · 1988/89 · 1989/90 · 1990/91 · 1991/92 · 1992/93 · 1993/94 · 1994/95 · 1995/96 · 1996/97 · 1997/98 · 1998/99 · 1999/00 · 2000/01 · 2001/02 · 2002/03 · 2003/04 · 2004/05 · 2005/06 · 2006/07 · 2007/08 · 2008/09 · 2009/10 · 2010/11 · 2011/12 · 2012/13 · 2013/14 · 2014/15 · 2015/16 · 2016/17 · 2017/18 · 2018/19 · 2019/20 · 2020/21 · 2021/22 · 2022/23 · 2023/24 · 2024/25 · 2025/26
Finales: 2013 · 2014 · 2015 · 2016 · 2017 · 2018 · 2019 · 2020 · 2021 · 2022 · 2023 · 2024 · 2025
Nederland: Eredivisie · Eerste divisie · Tweede divisie · Derde divisie/Topklasse · KNVB Beker
Europa: Champions League · Europa Cup I · Europa Cup II · Europa League · UEFA Cup · Jaarbeursstedenbeker · Intertoto Cup